# Indostomus paradoxus
Indostomus paradoxus is een straalvinnige vissensoort uit de familie van de stekelbuisbekvissen (Indostomidae). De wetenschappelijke naam van de soort is voor het eerst geldig gepubliceerd in 1929 door Prashad & Mukerji.